# Italochrysa longlingana
Italochrysa longlingana är en insektsart som beskrevs av C.-k. Yang 1986. Italochrysa longlingana ingår i släktet Italochrysa och familjen guldögonsländor. Inga underarter finns listade i Catalogue of Life.